# Citrus indica
Citrus indica, comúnmente conocido como naranja silvestre india, es un árbol o arbusto perteneciente al género Citrus, dentro de la familia de las rutáceas. Es endémico de Assam (India).

## Descripción
La naranja silvestre india es un arbusto espinoso que crece hasta los 3 m de altura. Las hojas son unifoliadas y tienen un pecíolo de 1,5 a 2 cm de largo, ligeramente alado y articulado en el ápice.
Las flores suelen aparecer solitarias, (rara vez en pares), y son de color blanco verdoso con 5 pétalos de 1 a 1,8  cm de largo y de 22 a 25 estambres.

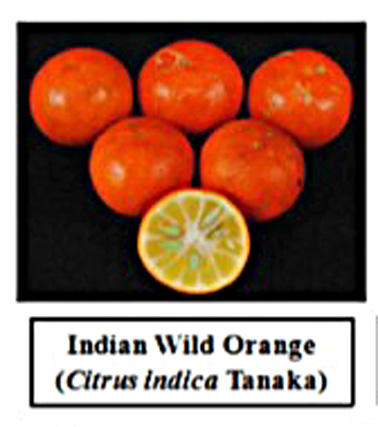
Detalle de la fruta

El fruto es pequeño (15 a 20 g ), de 4 a 5  cm de diámetro. Su color varía de naranja oscuro a rojo cuando está maduro, y su interior se divide en 8-11 segmentos. La pulpa es de color blanca amarillenta, con jugo muy ácido. Suele presentar de 5 a 7 semillas por fruto. 

## Distribución y hábitat
Su área de distribución nativa es Assam (India) y crece principalmente en el bioma tropical húmedo.
Esta planta se considera una especie en peligro de extinción, debido a la destrucción del hábitat causada por la tala y quema de los bosques  Además, esta planta requiere de un microclima específico para prosperar,  por lo que el hábitat apropiado es muy limitado.

## Taxonomía
Citrus indica fue descrito por el micólogo y botánico japonés Tyôzaburô Tanaka y publicada por primera vez en la revista científica Stud. Citrol. 2: 164 en 1929.

Etimología
- Citrus: nombre genérico que proviene del latín citrus, que se refiere a los árboles y arbustos que producen frutas cítricas, como limones, naranjas y limas. El término citrus tiene sus raíces en el griego antiguo κίτρον (kítron), que significa 'cítricos' o 'fruto de cítricos'
- indica: epíteto específico que proviene del latín indicus, que significa "indio" o "de la India", haciendo referencia a su lugar de origen.[4]

## Estado de conservación
En la Lista Roja de Especies Amenazadas de la UICN, la especie está clasificada como “Vulnerable (VU)”.

## Usos
Esta especie es utilizada con fines medicinales y espirituales por el pueblo Garo. De hecho, el fruto se utiliza para tratar la ictericia y las afecciones estomacales en humanos y animales, y antiguamente también se utilizaba para tratar la viruela. 